# أورسارا بورميدا
أورسارا بورميدا (بالإيطالية: Orsara Bormida) هي بلدية في مقاطعة ألساندريا في إقليم بييمونتي في إيطاليا.

## السكان
في سنة 1861 بلغ عدد السكان 1٬208 نسمة، وتطور العدد ليصل في سنة 2011 لـ 406 نسمة.
يظهر هذا المخطط البياني تطور النمو السكاني لـ أورسارا بورميدا